# Miss Sixty
Miss Sixty (estilizada como MISS SIXTY o MISS 60) es una marca de moda italiana, especializada en prêt-à-porter de tela vaquera y accesorios de moda. La empresa, fundada en Roma en 1991 por Micky Hassan y Renato Rossi, en 2012 fue adquirida por la firma china Trendy International. 

## Historia

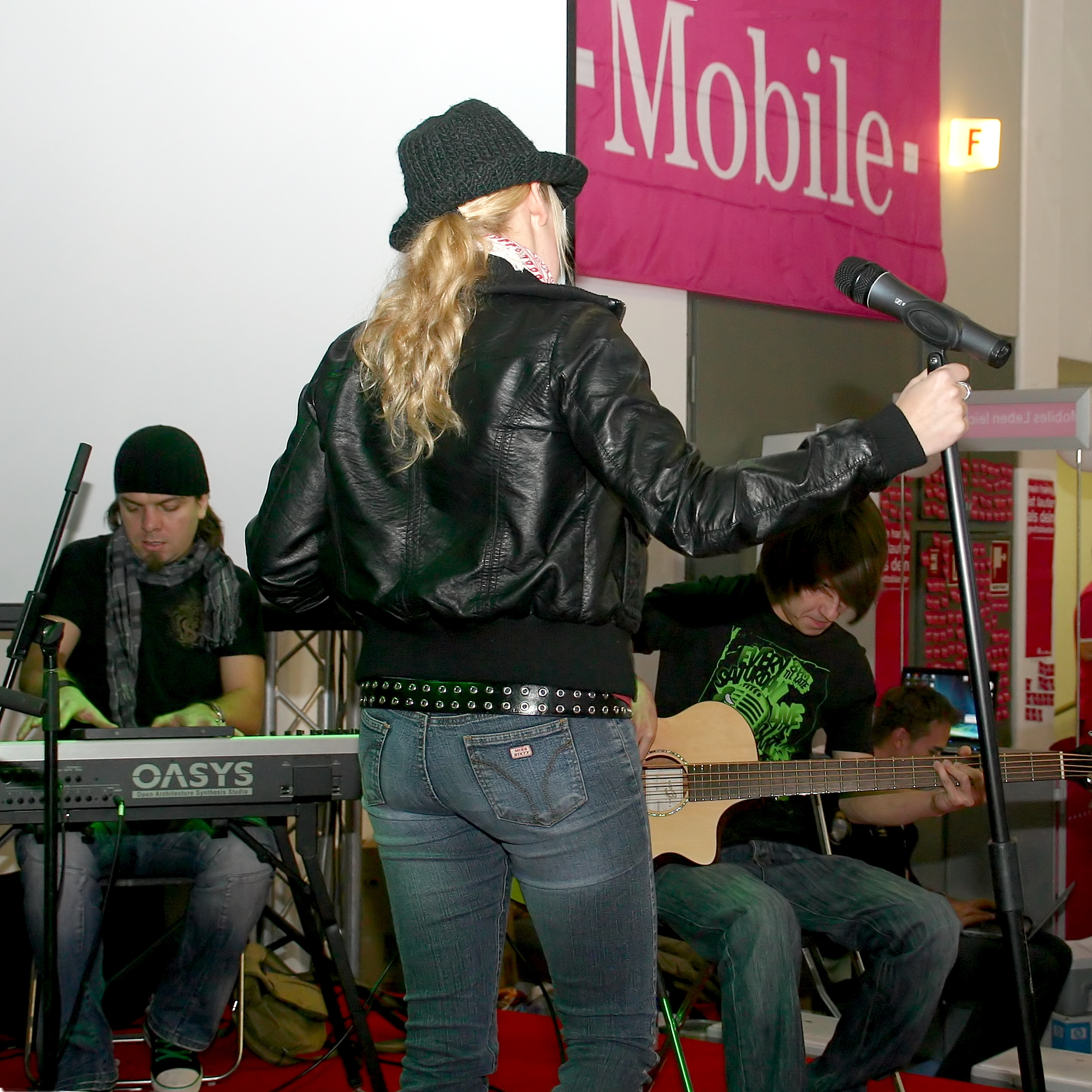
Janine "Jini" Meyer, cantante del grupo musical Luxuslärm, con unos vaqueros de la marca “Miss Sixty”

Micky Hassan y Renato Rossi fundaron Miss Sixty en 1991. La firma comenzó siendo una empresa productora de jeans de cintura baja para mujer. Siendo una de las primeras marcas en desarrollar este producto, la empresa fabricó 27 millones de piezas. En los años 1990 la empresa fusionó las marcas Energie y Miss Sixty, adquiriendo las marcas Refrigiwear, Killah y Murphy&Nye. Los jeans de la compañía fueron muy populares entre el público, incluidos algunos personajes famosos que la apoyaron públicamente.
La marca estaba controlada por la empresa Sixty Group SpA, propietaria de las marcas: Miss Sixty, Energie, Killah, Murphy and Nye, RefrigiWear y Roberta di Camerino. La empresa Fly Group s.r.l., de Treviso se ocupaba de las líneas de calzado de “Miss Sixty” y “Murphy & Nye”. La sede administrativa y principal de la empresa se encontraba en Roma, mientras que las instalaciones de producción se localizaban en Chieti.
En el año 2000, lanzaron su propia línea de calzado, seguida de una línea de gafas en 2002 y ropa infantil en 2004. En 2007, el grupo alcanzó un volumen de negocio récord, con 700 millones de euros de ingresos, empleando a 2.500 personas y con presencia de ventas global en 80 países. 
Sin embargo, a finales de la década de 2000, la empresa entró en una fase de declive. Desde 2008, después de la crisis económica de aquel momento, el grupo afrontó un periodo de grave caída financiera y de ventas debido a la enfermedad del fundador y a la crisis antes mencionada, hasta el punto de que la rama asiática del grupo fue vendida a Trendy International. La facturación bajó ese año a 542 millones, hasta alcanzar los 300 millones en 2011, con la contrapartida de la creciente deuda.
En 2010, Miss Sixty cerró la mitad de las 20 tiendas que mantenía en Estados Unidos, tras el cierre de dos puntos de venta el año anterior.
A pesar de una recapitalización de 40 millones en 2013, el grupo fue vendido en 2012 a un fondo de inversión panasiático llamado Crescent HydePark.
En 2012, fue adquirida por la empresa china Trendy International Group, y en  2014, la sucursal de Teatina cerró, con despidos masivos y la gerencia indemnizada.
En julio de 2016 se cerró la filial localizada en Palermo.

### Trendy International
Trendy International es una casa de moda china fundada en 1999. Posee las marcas nacionales de ropa femenina Ochirly y Five Plus, así como la línea de ropa informal masculina Trendiano. El grupo de moda chino está presente en más de 290 ciudades de todo el mundo y opera más de 3000 tiendas, según su sitio web. En 2015 creó una empresa conjunta con la cadena de ropa británica SuperGroup Plc para expandir la marca Superdry a China.

## Relojes
La firma ha dispuesto de una marca de relojes de gama media, aunque en la década de 2020 parecía inactiva.